# تيد إيرفاين
تيد إيرفاين هو لاعب هوكي الجليد كندي، ولد في 8 ديسمبر 1944 في وينيبيغ في كندا.

## وصلات خارجية
- تيد إيرفاين على موقع دوري الهوكي الوطني (الإنجليزية)
- تيد إيرفاين على موقع قاعة مشاهير الهوكي (لاعب أن.إتش.أل) (الإنجليزية)
- تيد إيرفاين على موقع EliteProspects.com (الإنجليزية)
- تيد إيرفاين على موقع HockeyDB.com (الإنجليزية)
- تيد إيرفاين على موقع Hockey-Reference.com (الإنجليزية)